# Премиум
Премиальное ценообразование (также называемое имиджевым ценообразованием или престижным ценообразованием) — это практика искусственного удержания цены на один из продуктов или услуг на высоком уровне с целью поощрения благоприятного восприятия среди покупателей исключительно на основе цены . 

## Описание
Премиум относится к сегменту брендов, продуктов или услуг компании, которые несут реальную или воображаемую прибавочную стоимость в верхней части среднего и высокого ценового диапазона. Эта практика предназначена для использования склонности покупателей предполагать, что дорогие товары пользуются исключительной репутацией или представляют исключительное качество и отличие. Стратегия премиального ценообразования предполагает установление цены на продукт выше, чем на аналогичные товары. Эту стратегию иногда также называют «снятием сливок», потому что это попытка «снять сливки» с верхней части рынка. Она используется для максимизации прибыли в тех областях, где покупатели готовы платить больше, где нет заменителей продукта, где существуют барьеры для входа на рынок или когда продавец не может сэкономить на затратах, производя в больших объёмах.
Роскошь имеет психологическую связь с премиальными ценами. Смысл маркетинга в том, что потребители готовы платить больше за одни товары, а не за другие. Для маркетолога это означает создание капитала или ценности бренда, за которую потребитель готов платить дополнительно. Маркетологи рассматривают роскошь как главный фактор, выделяющий бренд в товарной категории.

## Стратегические соображения
Использование премиального ценообразования в качестве маркетинговой стратегии или конкурентной практики зависит от определённых факторов, влияющих на его прибыльность и устойчивость. К таким факторам относятся:
- Информационная асимметрия (например, когда у покупателей нет независимой основы для проверки заявлений об «исключительном качестве» конкретного продукта или услуги — при условии, что концепция с самого начала четко определена);
- Рыночный статус предмета роскоши, желаемого бренда или товара высшего качества[4];
- Динамика рынка, в частности уровень конкуренции и барьера входа[5].

## Премиум-сегмент
Бренды премиум-класса призваны создавать впечатление эксклюзивности или редкости, особенно на массовых рынках. Целевые группы клиентов могут быть с высоким или средним доходом; особенно последние могут быть осведомлены о премиум-классе, но находиться в поисках выгодных предложений. Часто компании изобретают различные (суб)бренды, чтобы разделить свои продуктовые линейки на премиальные и общие сегменты (как, например, Toyota делает со своей маркой Lexus). В большинстве случаев премиальный сегмент можно рассматривать как дополнение к недорогим брендам. Успех бренда определяется сочетанием названной категории и доли рынка. В этом смысле термин «премиум» заменяет традиционный атрибут «роскошь», хотя первый может восприниматься как менее показной.